# Muruhuna
Muruhuna är ett periodiskt vattendrag i Burundi.   Det ligger i provinsen Muyinga, i den nordöstra delen av landet, 120 km öster om huvudstaden Bujumbura.
I omgivningarna runt Muruhuna växer huvudsakligen savannskog. Runt Muruhuna är det ganska tätbefolkat, med 72 invånare per kvadratkilometer.